# ماسايتو توكيتا
ماسايتو توكيتا (باليابانية: 常田 克人) (مواليد 27 نوفمبر 1997)، هو لاعب كرة قدم سابق كان يلعب كمدافع.

## وصلات خارجية
- ماسايتو توكيتا على موقع رابطة كرة القدم اليابانية للمحترفين (اليابانية)
- ماسايتو توكيتا على موقع قاعدة بيانات كرة القدم.إي يو (الإنجليزية)
- ماسايتو توكيتا على موقع Soccerway.com (الإنجليزية)
- ماسايتو توكيتا على موقع عالم كرة القدم.نت (الإنجليزية)